# Saint-Samson (Calvados)
Saint-Samson település Franciaországban, Calvados megyében. Lakosainak száma 313 fő (2022. január 1.). Saint-Samson Basseneville, Hotot-en-Auge, Saint-Pierre-du-Jonquet és Troarn községekkel határos.

## Népesség
A település népessége az elmúlt években az alábbi módon változott:
| Lakosok száma | 189  | 211  | 317  | 348  | 322  | 312  | 308  | 313  | 315  | 313  |
|               | 1968 | 1982 | 1990 | 2006 | 2013 | 2015 | 2017 | 2019 | 2020 | 2022 |